# 培松 (阿戈諾爾之子)
培松（希臘語：Πείθων 或 Πίθων；?—前312年）為亞歷山大大帝麾下將領，在亞歷山大征服印度後，他被任命為總督，統轄印度河和奇納布河的交匯點到印度河出海口及沿岸地區，任期從前325年到前316年。之後，在繼業者戰爭中他被任命為巴比倫尼亞總督，並於加薩戰役戰死。

## 亞歷山大的軍官
培松第一次出現在記錄中是在亞歷山大大帝在進攻印度旁遮普馬利安人（Mallians）時，當時培松是步兵夥友（Pezhetairoi）的指揮官，他在戰場上有傑出表現。

## 印度總督

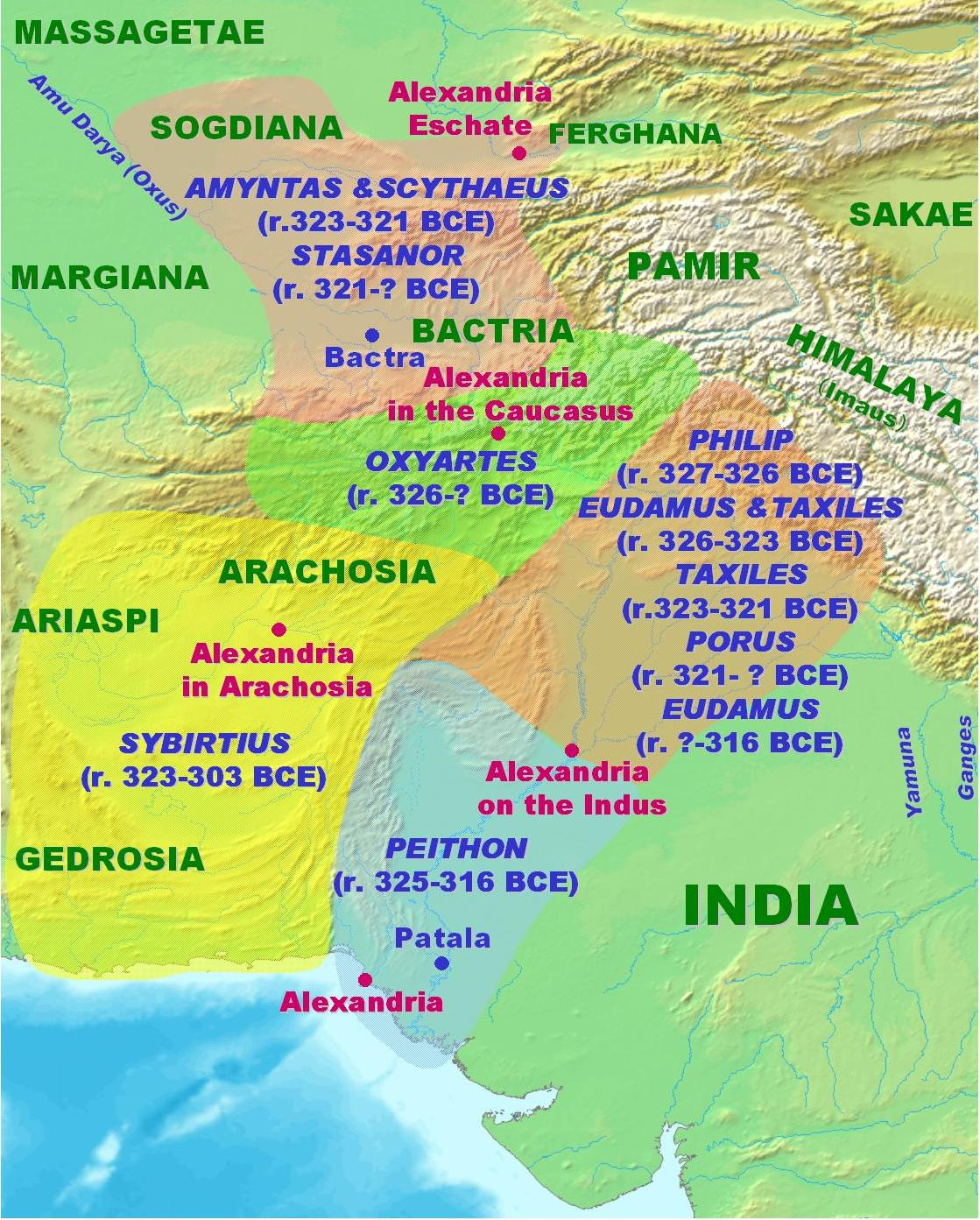
培松統治西南部的帝國印度疆土，從印度河和奇納布河匯流處到沿海一帶

因為這些功勳，前325年，亞歷山大任命培松和歐克西亞提斯為統轄印度河和奇納布河的交匯點到印度河出海口及沿岸地區，即總督奧克夏特斯所統轄的帕洛帕米薩達以東，到總督腓力所統轄的地區以南這片區域。
|                                   | 他（亞歷山大）...任命歐克西亞提斯和培松為自印度河與阿塞西尼斯河（今奇納布河）匯流處直至全部沿海印度地區的督辦。 |
| ——阿利安, 《亞歷山大遠征記》 卷六 | |

之後，因歐克西亞提斯因對亞歷山大不敬，遭到亞歷山大討伐，並由培松單獨統率全區。穆西卡那斯（Musicanus）先前歸順亞歷山大，但隨後反叛。培松率兵前往進攻穆西卡那斯:
|                                   | 穆西卡那斯反叛的消息傳來。亞歷山大命令阿戈諾爾之子培松，率領足夠的兵力去討伐。他本人則去進攻臣服穆西卡那斯的各城市。有些城市，他把裡邊的居民販賣為奴，把城市夷平;另一些城市，他加固其中的要塞工事，派兵駐守。這些事情辦完之後，他就回到自己的營地和船隊那裡。培松把穆西卡那斯俘虜以後，也押到這裡。 |
| ——阿利安, 《亞歷山大遠征記》 卷六 | |

### 亞歷山大逝世後
在前323年亞歷山大逝世後，培松在印度的地位在巴比倫分封協議受到確認。
|                 | 在印度的希臘殖民地由阿戈諾爾之子培松管轄。 |
| ——查士丁 XIII.4 |                                            |

在前321年的特里帕拉迪蘇斯分封協議，培松的轄區已至興都庫什山脈:
|                                         | 在帕洛帕米薩達的領土給予羅克珊娜的父親奧克夏特斯。而印度下方沿海直至帕洛帕米薩達山的地區給予阿戈諾爾之子培松。除上述之外，印度河流域和這地區的首府帕塔拉交給波羅斯。希達斯皮斯河（今傑赫勒姆河）流域交給印度人塔克西勒斯。 |
| ——阿利安, 《亞歷山大逝世後的大事》 卷六 | |

根據其他資料，他也是旁遮普的總督。
在前317年，另一位米底總督培松企圖成為帝國東部各省的統治者，於是在印度的馬其頓軍隊被派往與米底的培松作戰，使在印度的培松兵力減弱。前316年，培松離開印度，前往巴比倫任職。大約同時間，印度的旃陀羅笈多開始展開從希臘人手中奪取印度西北部疆土。

## 巴比倫尼亞總督
在前315年培松接受安提柯任命為巴比倫尼亞總督，並在前314年的第三次繼業者之戰中站在安提柯陣營，與托勒密和卡山德作戰。培松和亞歷山大時的海軍司令尼阿卡斯幫助安提柯之子德米特里作戰。前312年秋季的加薩戰役中托勒密軍獲勝，培松並於此戰中戰死。

## 外部連結
- Peithon, son of Agenor （页面存档备份，存于）